# Łukasz Zejdler
Łukasz Zejdler (* 22. března 1992) je polský fotbalový záložník a bývalý mládežnický reprezentant, od července 2016 hrající za polský klub GKS Katowice.